# جایزه گرمی ترانه سال
جایزه گرمی برای بهترین ترانه سال به جایزهٔ افتخار آمیزی گویند که از سال ۱۹۵۹ در مراسم گرمی تأسیس شد. این جایزه، جایزه ای است که توسط آکادمی ملی علوم و هنرهای ضبط ایالات متحده آمریکا، بخاطر «افتخار دستاوردهای هنری، مهارت‌های فنی و به‌طور کلی، برتری در صنعت ضبط بدون توجه به فروش آلبوم یا موقعیت و رتبه آن» به ترانه‌ای تعلق می‌گیرد.